# Hosteland
Hosteland är en ort i Masfjordens kommun i Vestland fylke i västra Norge. Orten ligger där fylkesväg 570 möter fylkesväg 5436, på norra sidan av Masfjorden.